# 橘義子
橘義子（たちばな の よしこ、生没年不詳）は、宇多天皇の女御。父は参議橘広相。兄弟に公統・公胤・公諸・公材・公彦・公頼・公廉らがいた。斉中親王・斉世親王・斉邦親王・斎院君子内親王の母。
早くから源定省（のちの宇多天皇）の室となったが、宇多天皇即位後の仁和4年（888年）に更衣となり禁色を許された。一説には右大臣藤原氏宗の後室である尚侍藤原淑子の養女となっていたが、同じく淑子の猶子となっていた定省の室になったという。
更に寛平5年（893年）には女御宣下を受け、同8年に従四位上を授けられた。